# ミニバン

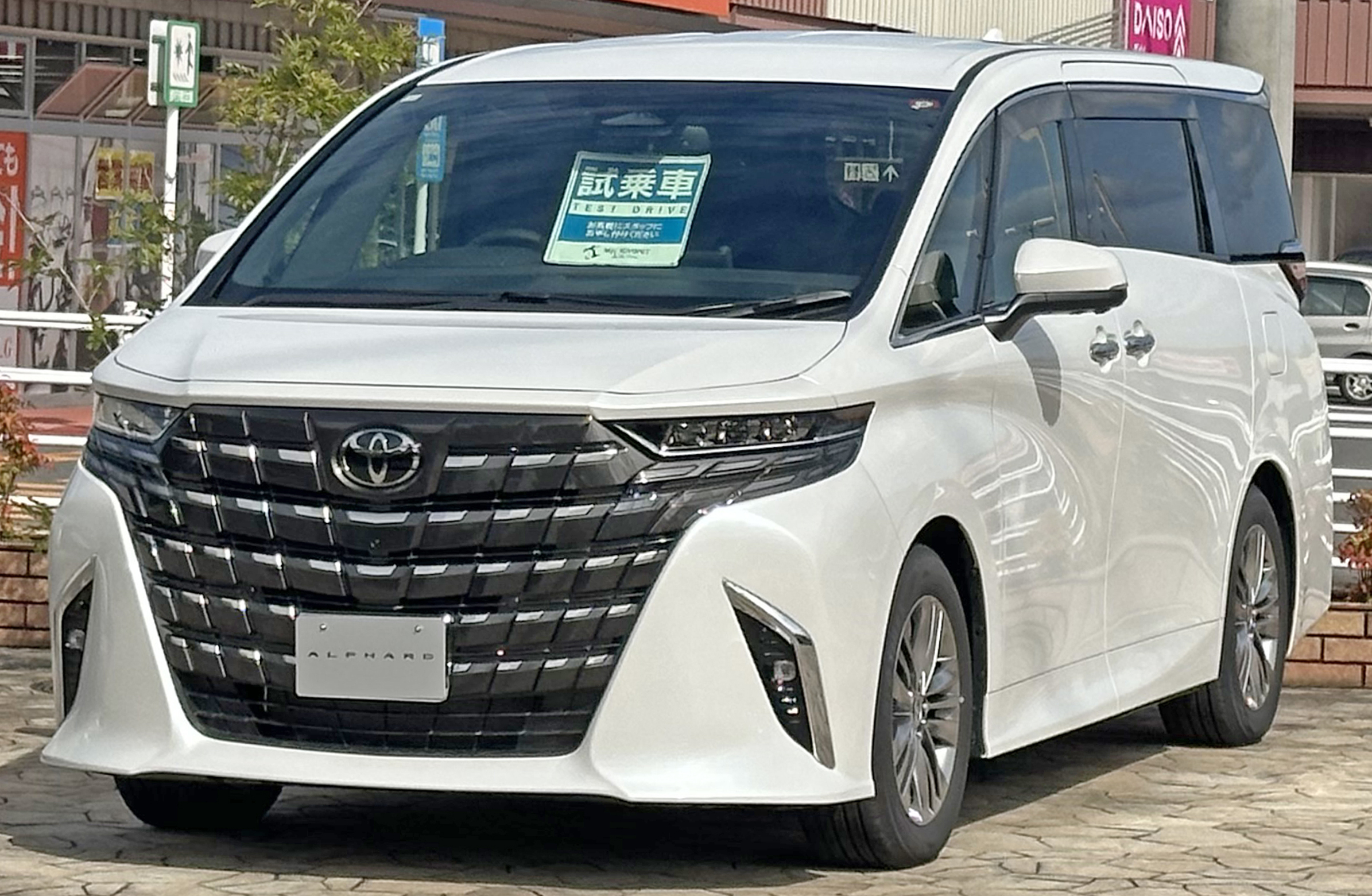
トヨタ・アルファード（4代目）

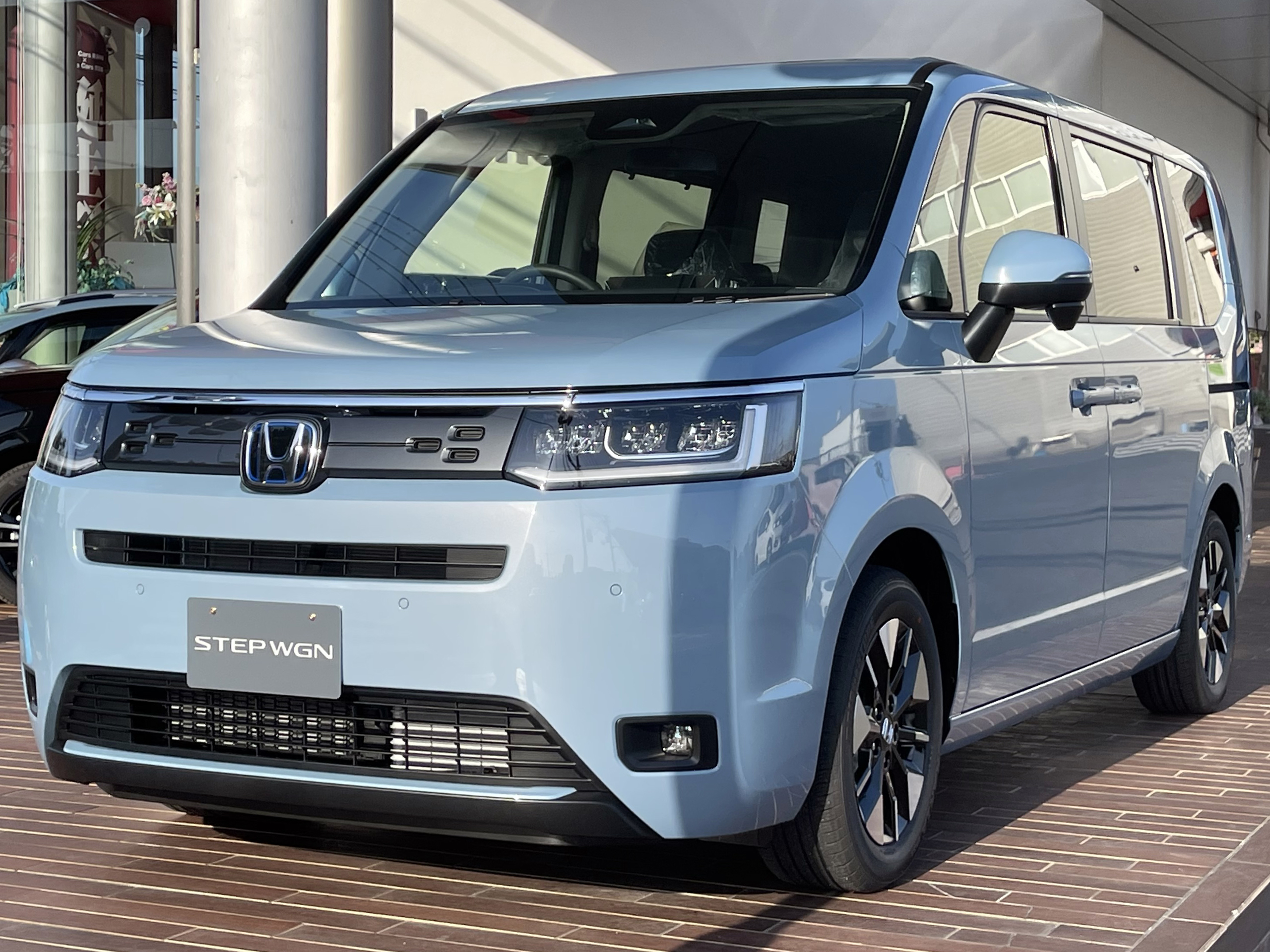
ホンダ・ステップワゴン（6代目）

ミニバン (minivan) は、車体形状や使用形態により分類される自動車の形態のひとつである。米国での分類でフルサイズバンより小さい（ミニである）ためそう呼ばれる。

## 概要
ミニバンは、規格や技術的な定義は存在しないが、スペース効率を上げるため着座姿勢が立ち気味（アップライト）で、全長に対する室内長と室内高は比較的大きい車種を示す。1.5BOX、2BOX、ワンモーションとも言われる車体形状を包括し、欧州ではMPV（マルチ・パーパス・ビークル）、ピープルムーバー、モノスペースとよばれる場合が多い。乗車定員は一般的には6 - 10名程度が多い。
（乗車定員が5名以下のものは実質的にトールワゴンまたはステーションワゴンに分類される。また日本では乗車定員が10名を超えるものはミニバンには分類されず登録上もマイクロバスとなり、公道での運転には中型自動車免許（または、中型自動車二種免許）以上の免許が必要である）
メーカーの販売戦略上、乗用車の一形態として位置付られ商用車との差別化を図るため、商用車ベースであるキャブオーバースタイルのいわゆるワンボックスカーやバンと区別される。小型自動車の場合はミニバンと呼ばれずに、トールワゴンや場合によってはコンパクトカーと呼ばれ、大型のミニバンと区別される。日本国内では軽自動車でハイルーフやスライドドアを備えたものも存在するが、これらはミニバンとは呼ばずに軽トールワゴン・軽ハイトワゴンと呼ばれる。。
「ミニバン」はアメリカにおける「フルサイズバン」を基準とした呼称であるが、「フルサイズバン」が一般的でない日本では、「ミニバン」の「ミニ」に「小さい」バンであることを表す必要はないという意見もある。
また、「バン」（英: Van）は本来荷物を運搬する隊商を意味する「キャラバン」を省略した名称であり、屋根のある貨物自動車を意味するが、アメリカにおいては厳密な区別なく用いられており、「ミニバン」にも貨物車を表す意味はない。
アメリカではフルサイズより取り回しやすく安価であるため、サッカーマムを中心にファミリーカーとして需要が高いことから、日本のメーカーでもトヨタ・シエナのような専売車を用意している。
行政による区分は、アメリカでは貨物車のライトトラックとして安全性や排ガス規制が緩和され、日本では乗用車のステーションワゴンとされるなど、国により取り扱いが異なる。

## 歴史

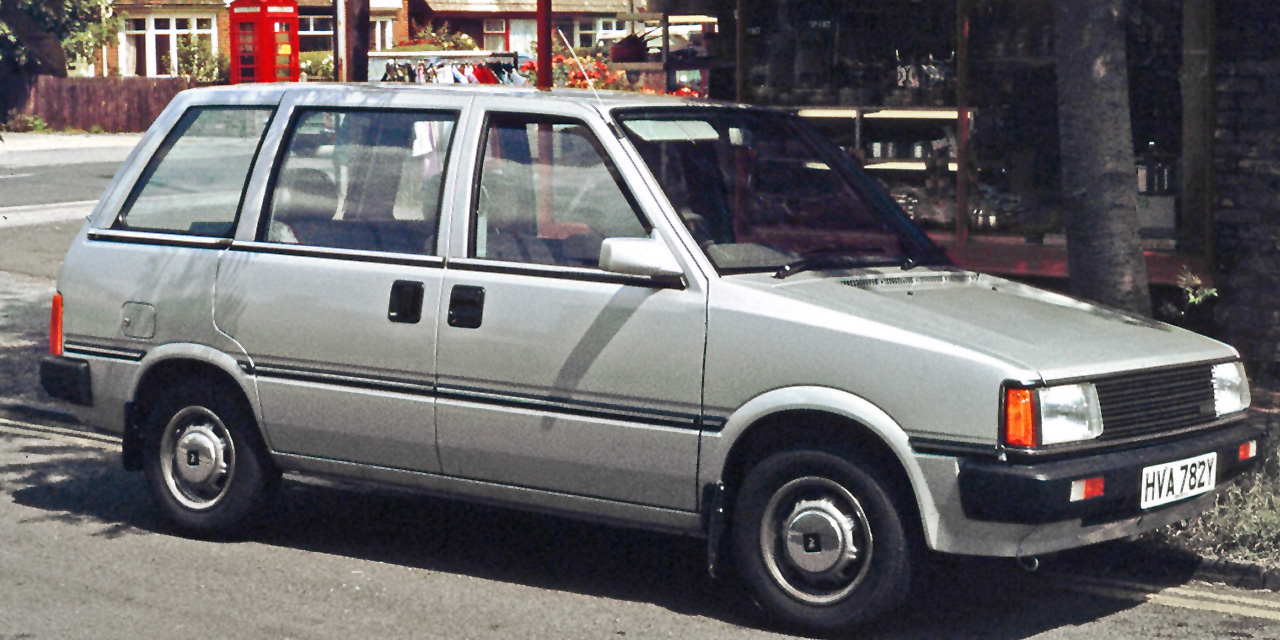
日産・プレーリー（初代・前期型）

日本では、1975年の第21回東京モーターショー（東京晴海）にトヨタからマルチパーパスワゴンMP-1が参考出品された。トヨタはステーションワゴンをアレンジしたRV系の車を以前から参考出品していたが、より実用的な方向として多目的ワゴンのMP-1が開発された。
日本では多人数が乗れる乗用車という視点から1982年8月発表の日産・プレーリー、1983年2月発売の三菱・シャリオが日本でのミニバンの始祖といわれる。三菱自動車はシャリオの開発を1977年に開始し、コンセプトカーのSSW（スーパースペースワゴン）を1979年の第23回東京モーターショーに参考出品した。

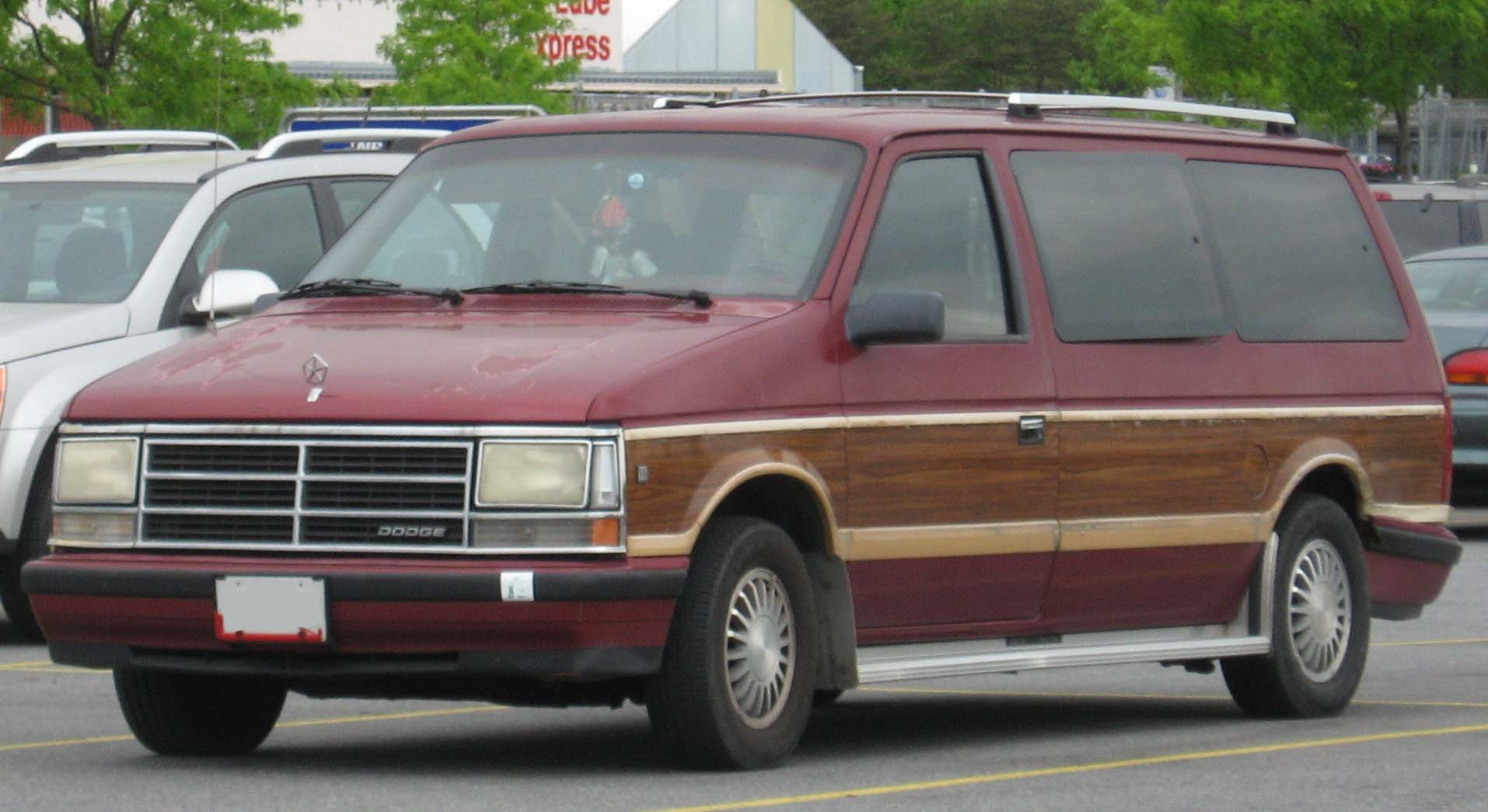
ダッジ・グランドキャラバン
（初代・後期型）

アメリカでは、「クライスラーKプラットフォーム」という乗用車のモノコックベースで製作されて1983年に1984年モデルとして発売されたクライスラーのダッジ・キャラバン（現在のジャーニー）2代目およびプリマス・ボイジャー (Voyager) 2代目がサッカーマムのセカンドカーとしてに受け入れられ、ミニバンのスタイルを決定付けた原型とされる。この型はのちにもう一つの姉妹車種であるクライスラー・タウンアンドカントリーとしても販売され、さらにその後の世代交代で姉妹車種が集約され、クライスラー・ボイジャーも生まれた。バン型で、フルサイズよりもはるかに小さいことからミニバンとの名称が使用されるようになったが、FFの乗用車ベースで、床が低く、乗り心地に優れるというのが大きなセールスポイントの一つでもある。
一方、日本でキャブオーバーのワンボックスカーと認識されているトヨタのタウンエース/マスターエースサーフだが、米国では「Toyota Van」として同年に発売され、これがキャラバンと並び、米国ではミニバンの始まりの一車種とされている（英語版: Minivan § History）。
ゼネラルモーターズ (GM) はキャラバンに対抗して、ライトトラックのフレーム構造をベースとしたフルサイズバン（シボレー・エクスプレス / シェビーバン）の縮小版として、1985年に、シボレー・アストロ、GMCサファリを出したが、乗り心地の点で乗用車には及ばず、キャラバンには対抗できなかった。フォードもGM同様、トラック・プラットフォームであるフォード・エコノラインの一クラス下として、1985年にエアロスターを発売している。クライスラー以外はいずれも商用車ベースで、二輪駆動の場合はFRである。

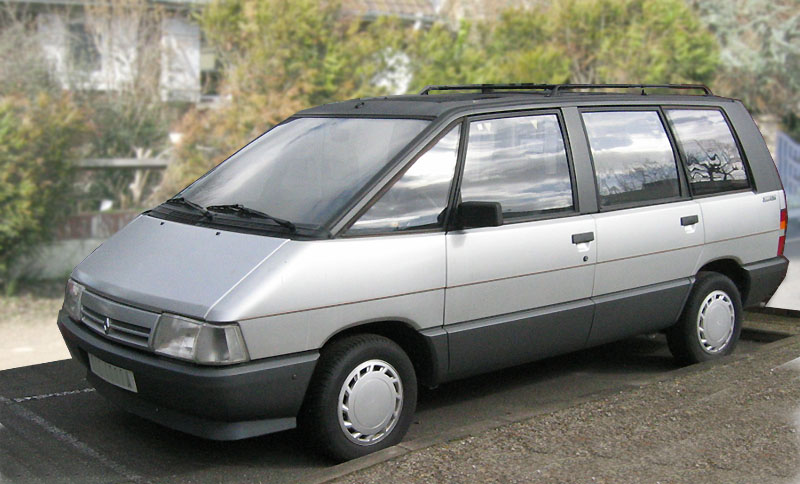
ルノー・エスパス（初代・後期型）

ヨーロッパでは1984年に発売が開始されたルノー・エスパスがミニバンに相当する最初の車種として知られている。エスパスは、当時クライスラー社の欧州子会社（欧州クライスラー）が自社ブランドのシムカから発売しようとマトラ社に製作を依頼していたものだった。マトラ社は1977年にはかなりの開発を進めていたが、エスパスとなるまでに時間を要したのは、クライスラーが欧州から資本を引き上げたためだった。
1990年代までは欧米ともファミリー向けに好調なセールを示したが、2000年以降はクロスオーバーSUVに取って代わられた。流行もあるが、アメリカでは特にSUVが税制上有利であったことも関係しているとされる。
日欧米の最初のミニバンが共にクライスラーがらみであったためミニバンの源が三菱、日産かマトラか、あるいはクライスラーかは議論の的となる。米国ではクライスラーが最初であるとされ、一方フランスではマトラが最初とされている。

## 日本での傾向

### 前史

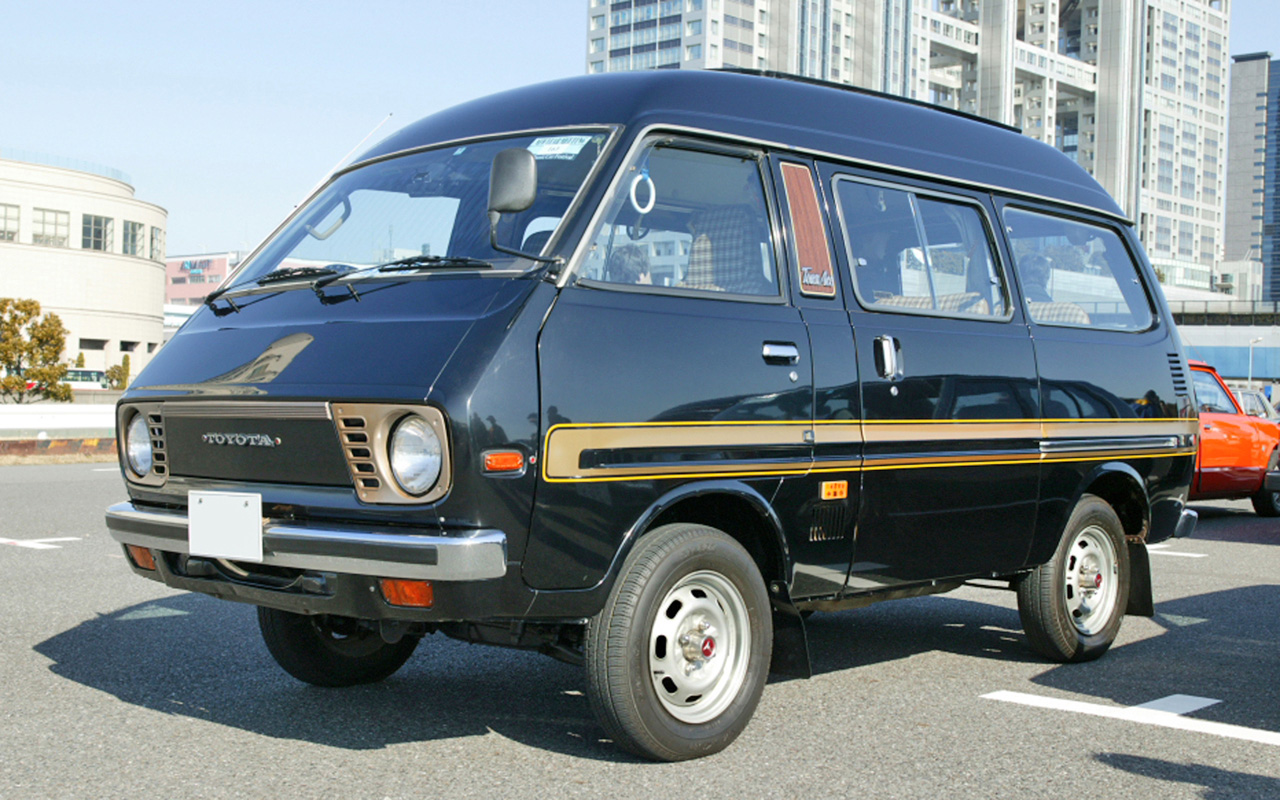
トヨタ・タウンエース（初代・前期型）

ミニバンの設計思想である｢大容量（大人数）指向の乗用車｣は、1960年代 - 1970年代にワンボックススタイルの車種で登場しており、その多くが現在のセミボンネット/セミキャブオーバータイプのミニバンへと発展している。
例として、現在のトヨタ・ノア/ヴォクシーや日産・セレナ/NV200バネット/エルグランド、三菱・デリカD:5は、その前身であるタウンエース/ライトエース、バネット/キャラバンが1970年代、ホーミー、デリカに至っては1960年代から乗用仕様が設定されていた。ただし、これらの車種は元来商用バンを起源としている関係上、純然たる乗用車とは言い切れない部分があった。
その後、1980年代 - 1990年代にかけて、純然たる乗用車として開発されたスペースユーティリティ指向の車種が出現する。2ボックス型ミニバンの源流である日産・プレーリーが1982年、翌1983年には三菱・シャリオが登場。1988年にマツダ・MPVがアメリカで発売され（日本発売は1990年）、1990年には北米向けに開発されたトヨタ・プレビアが日本市場にもエスティマとして投入された。
ただし、当時のミニバンは他の乗用車に比べて大型の部類であったことに加え、価格も300万円もしくはそれ以上の高価な車種やグレードしかなかったこともあり、乗用車全体への影響はまだ大きくなかった。メディアやユーザーはワンボックスカーとして扱っていたほか、メーカーでは初代プレーリーや初代シャリオなどのように「新たな形態のセダン」として扱う例も少なくなかった。

### ミニバンのブーム

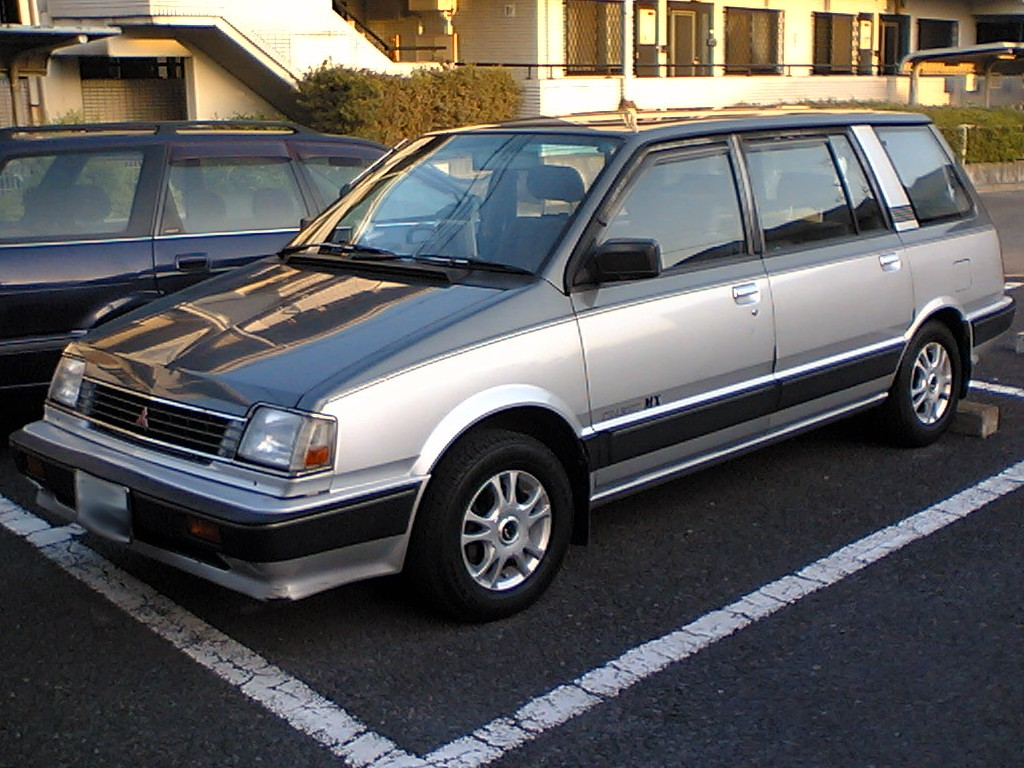
三菱・シャリオ（初代・後期型）

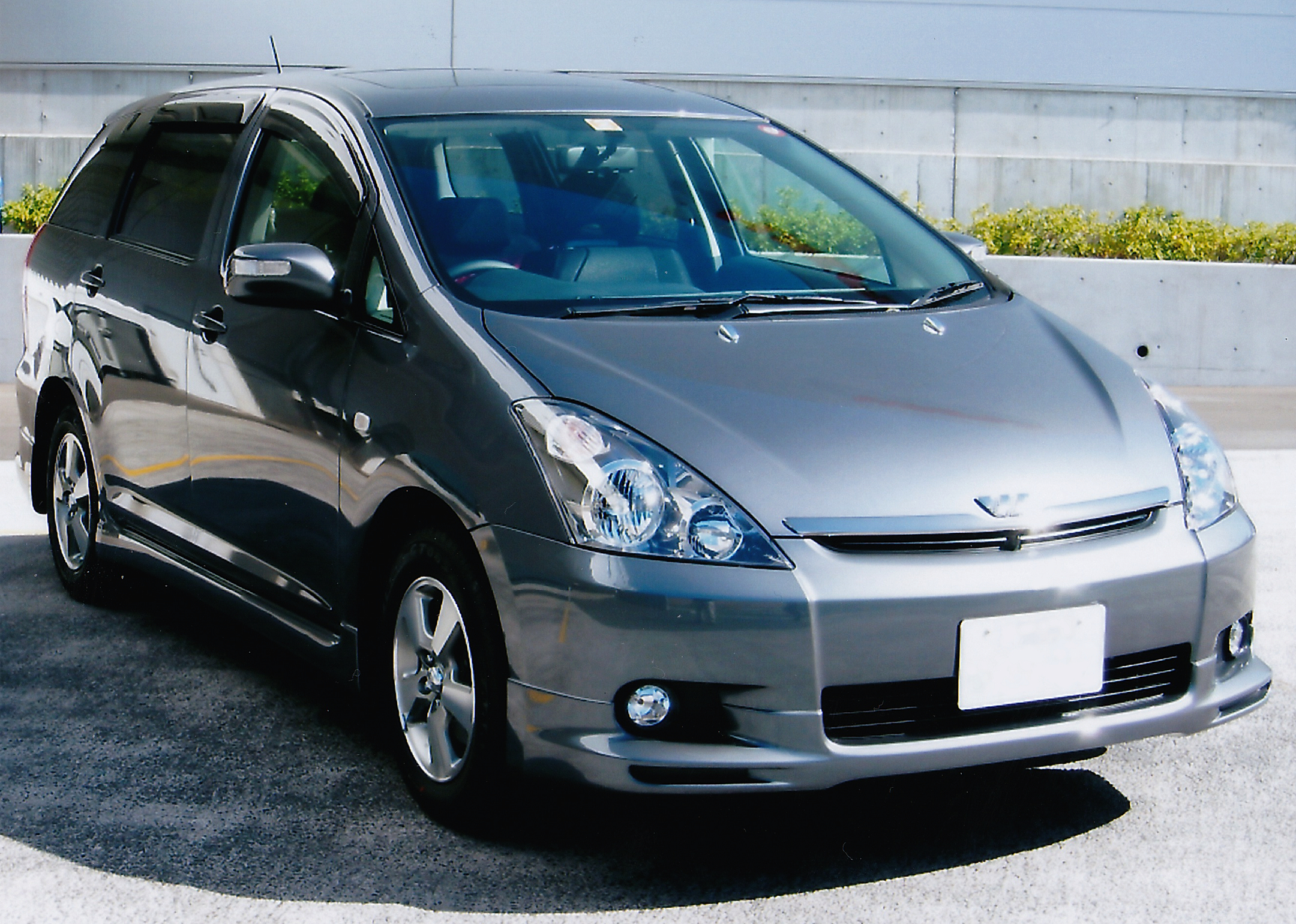
トヨタ・ウィッシュ（初代・前期型）

以上のようにワンボックス一辺倒であった日本の状況に変化が生じたのは、1987年のシボレー・アストロの登場が契機であった。日本においてアメリカのアウトドアライフスタイル（アメカジ、RVなど）の人気が徐々に高まっていくと、人々はボンネットバンというアメリカ特有のスタイルに興味を注ぎ始めた。ただし、交通事情がアメリカとは大きく異なる日本においては、そのサイズや維持費がネックとなっていた。そのような中で登場したアストロは、日本でも（アメリカ車としては）お手頃なサイズ、そしてスタークラフト等のビルダーが豪華な内装にカスタムした車両を売り出したことなどから人気を博した。
2000年代以降、節約志向や環境意識の高まり、世界的なクロスオーバーSUVのブームに伴いミニバン人気は下火になっており、マツダやSUBARUのようにミニバンから撤退したメーカーも現れている。それでもミニバンが市場に与えた影響は大きく、例えばミニバンの強みのひとつである3列シートは、トヨタ・ヴァンガードや三菱・アウトランダー（ガソリン車）、マツダ・CX-8など、一部のクロスオーバーSUVでも設定されるようになった。

### 車高

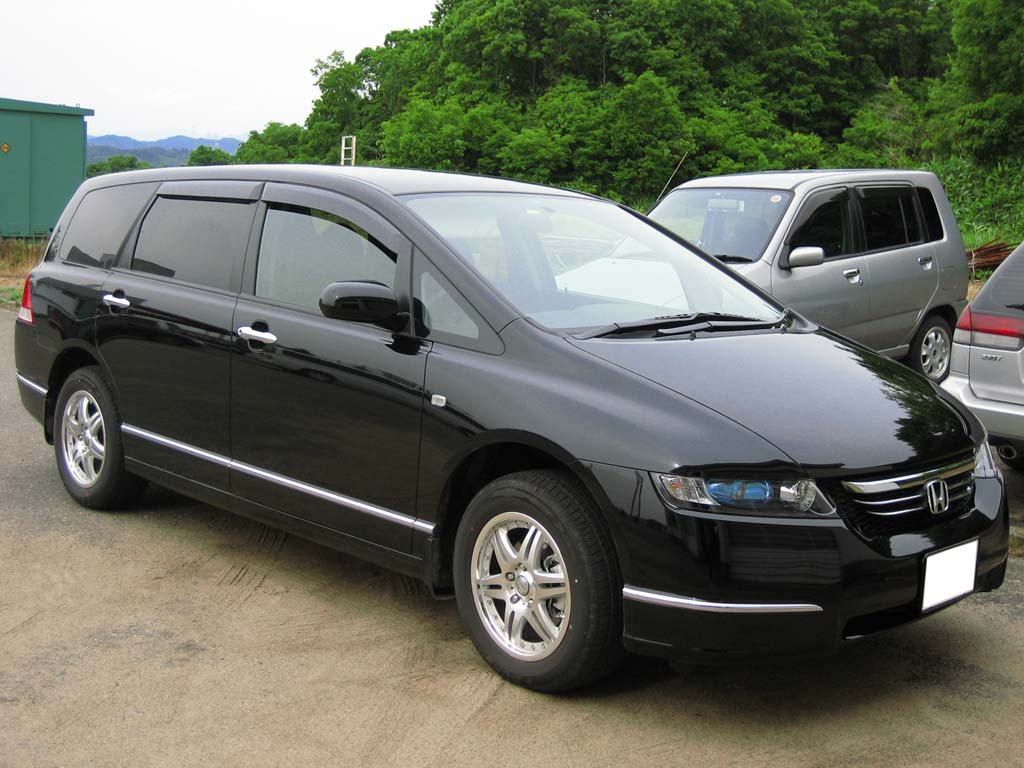
ホンダ・オデッセイ（3代目・中期型）

FRレイアウトのキャブオーバー車に比べ、FFレイアウトのミニバンは床が低く、おのずと車高も低くなる。ほとんどのミニバンは、一般的な機械式駐車場のケージの制限高である1,550 mmを超える。直近視界の改善のため、サイドアンダーミラーやCCDカメラによるモニタリングも考案されている。

### 走行安定性

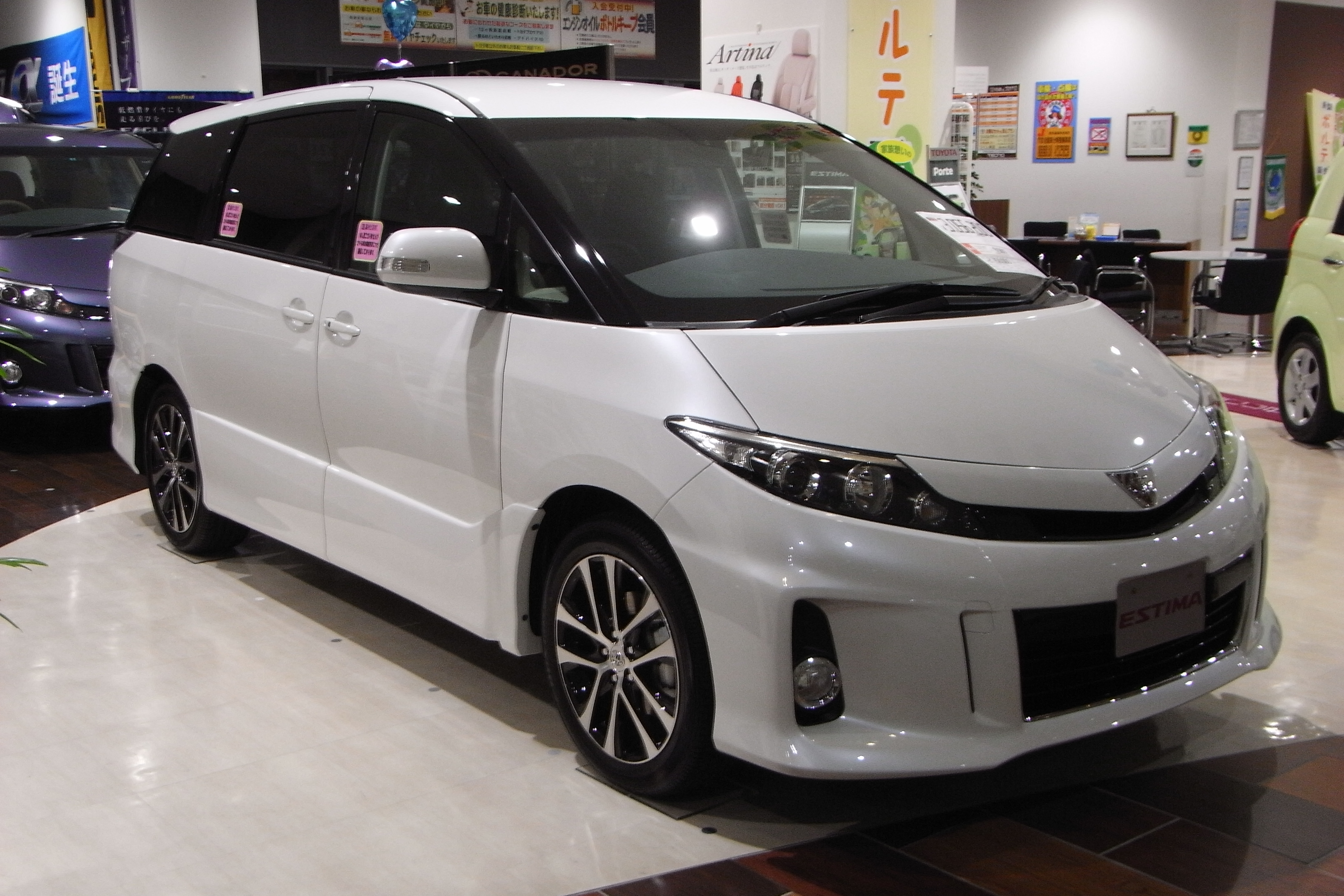
トヨタ・エスティマ（3代目・改良型）

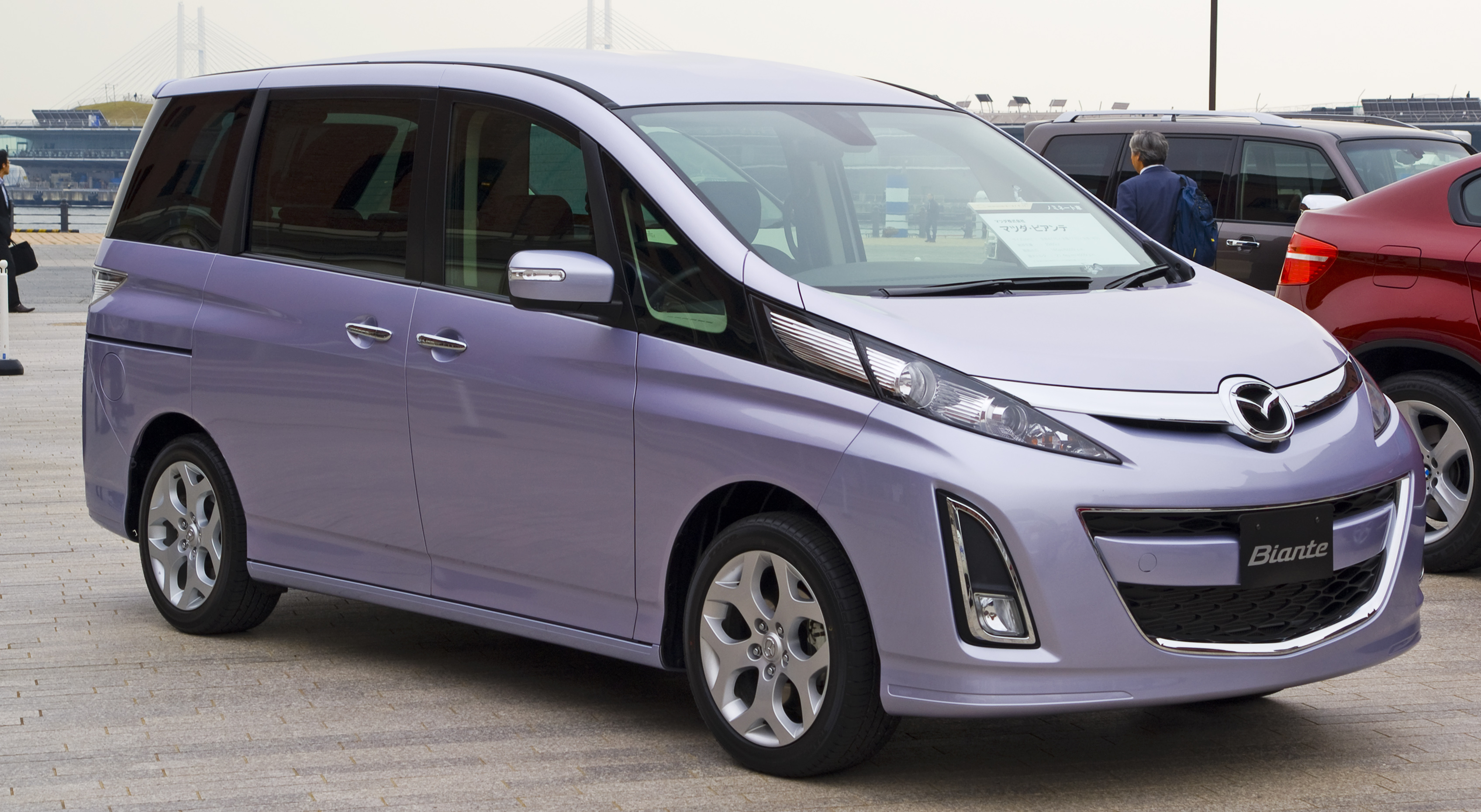
マツダ・ビアンテ（初代・前期型）

重心の低さではキャブオーバー型ワンボックスカーよりも優れているものの、セダンやステーションワゴンと比べると劣る。特にワインディングや高速走行ではこの傾向が顕著なため、タイヤ等の足回りの腰砕け現象が発生しやすい。メーカー側もこうした問題について認識しており、ホンダ等一部のメーカーからは低床低重心の車種や、ミニバン専用のタイヤ（それを強く喧伝する商品の例にトーヨー・トランパスがある）などがリリースされるなど、前記した弱点は改善が試みられている。またGR、NISMO、無限といったチューニングブランドを冠し、運動性能・安定性を高めたミニバンも発売されている。

### 衝突安全性への疑問

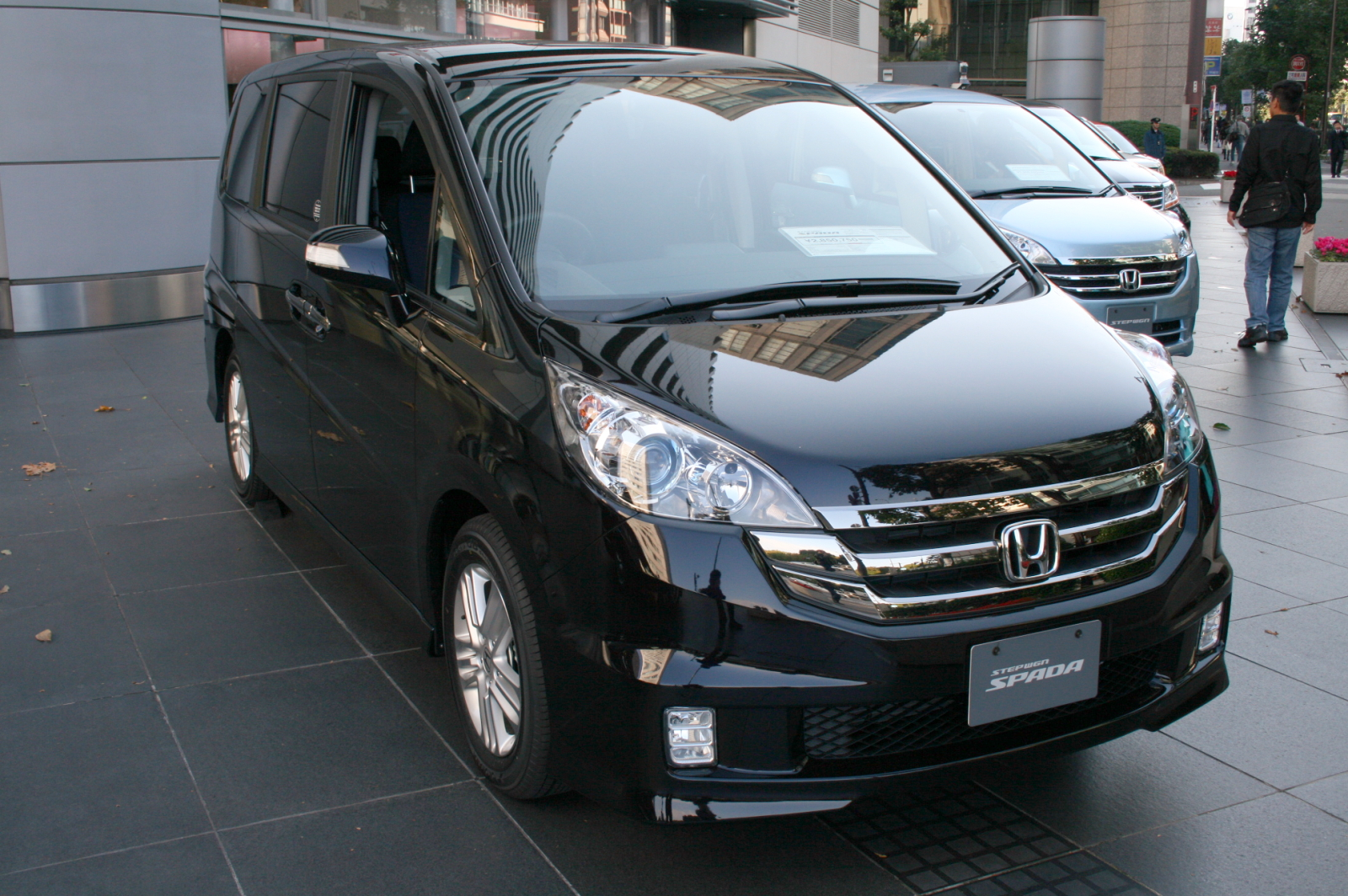
ホンダ・ステップワゴン（3代目・改良型）

1BOXから1.5BOXへと変わっていく中で、前面衝突安全性の向上は図られたが、それでもなおミニバンの衝突安全性には疑問の声が挙がることも決して少なくない。
まず、3列目シート設置車種では3列目シートがリアハッチゲートにほぼ密着して置かれることがほとんどである。そのため、後方からの追突に対する危険性を問題視する声もある。
また、ボンネットの長さが通常の2BOXタイプよりも短く、これを補う目的で衝撃を車体上部に逃がす「巴投げ」方式を併用していることが多いため、メーカーの想定を上回る強さの衝撃が加わった場合、運転席部分が大きく損傷し、乗員に甚大な被害を発生させる危険性も指摘されている。
さらに、2023年8月現在の時点においてJNCAP公式サイトでクラッシュテスト結果が公表されているミニバンクラスのうち、側面衝突時に車両が横転してしまうものが大部分を占めている。多くのミニバンが初代トヨタ・ヴェルファイア（姉妹車種のトヨタ・アルファードも）や日産・エルグランド、ホンダ・ステップワゴンを含むかつての1BOXカーに近い形態のものが占めており、そのような車種で横転しなかったのは2代目トヨタ・ヴェルファイア（3代目トヨタ・アルファード）と4代目トヨタ・ヴォクシー（4代目トヨタ・ノア、4代目スズキ・ランディ）だけだった。
側面衝突後の横転は緊急脱出時に甚大な影響を及ぼすおそれがあるため、ミニバンの購入を検討する際は注意が必要である。

## ミニバンのスタイル

### セミボンネットスタイル
1990年代後期には背高箱型キャビンを持つ乗用車や軽自動車のボディースタイルとして、ボンネットを持たない「1BOX」に対し、短いボンネットを持つセミボンネットスタイルは「1.5BOX」とも呼ばれた。今では背高箱型キャビンを持つ乗用車や軽自動車のほとんどがセミボンネットスタイルであるため、「1BOX」と呼び分ける意義が薄れたため「1.5BOX」という表現が使われる機会は減っている。

#### キャブオーバー
1990年代後期のキャブオーバーからセミキャブオーバーへの移行期に、エンジンを前席床下に配置するキャブオーバーのワンボックスカーをルーツとし、操安性や衝突安全性の向上のため前車軸を前進させ、セミボンネットスタイルを持つキャブオーバーなども生まれた。
その後、キャブオーバーはレイアウトに起因する課題(ウォークスルーなどキャビン構成、騒音、振動など)が多く、日本の登録車(普通車)の乗用車としては世代交代が進むにつれほぼ消滅した。2022年12月時点ではハイエースとキャラバンの一部モデルを残すのみとなっている。逆に軽自動車では、全長の制約と衝突安全性という相反する条件を満たしスペース効率を稼ぐためにエンジンを前席下に配置した、セミボンネットスタイルを持つキャブオーバーが多い。

### モノスペース
FF乗用車の派生車種に多く見られる。上記の車種に比べ床や室内高はやや低く、キャビンの大きなステーションワゴンと言った風情。駆動方式はFFもしくは4WDで横置きエンジンが主流。そのためこの手の車種の5人乗り仕様はステーションワゴンに分類される、あるいはミニバンとステーションワゴンのどちらに分類するかを巡って論争になることがある（例：マツダ・カペラカーゴ、ホンダ・ストリーム、ホンダ・フリード、トヨタ・プリウスα、トヨタ・シエンタ等）。
欧州ではレジャー・アクティビティ・ビークルとよばれている。

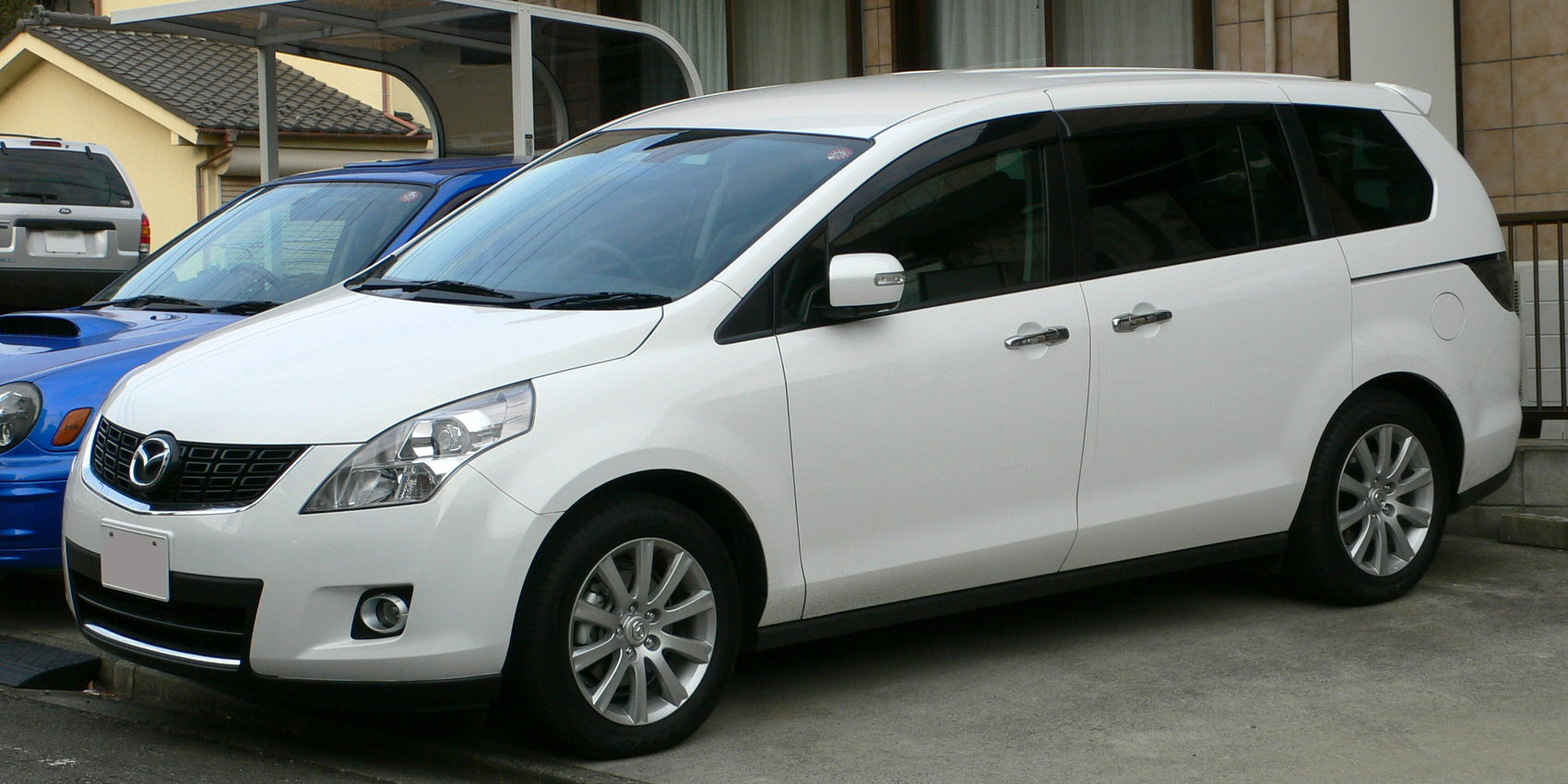
マツダ・MPV
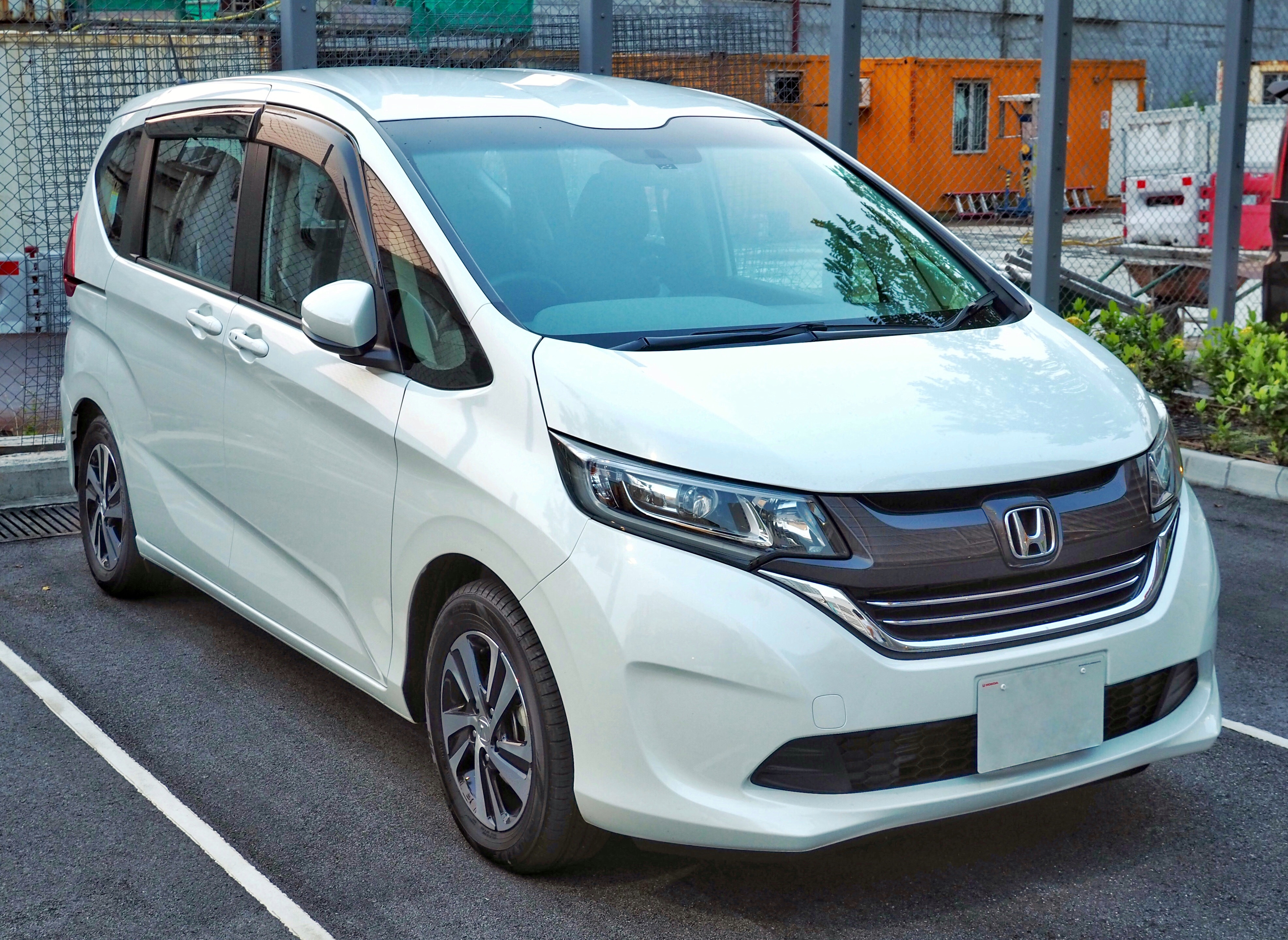
ホンダ・フリード
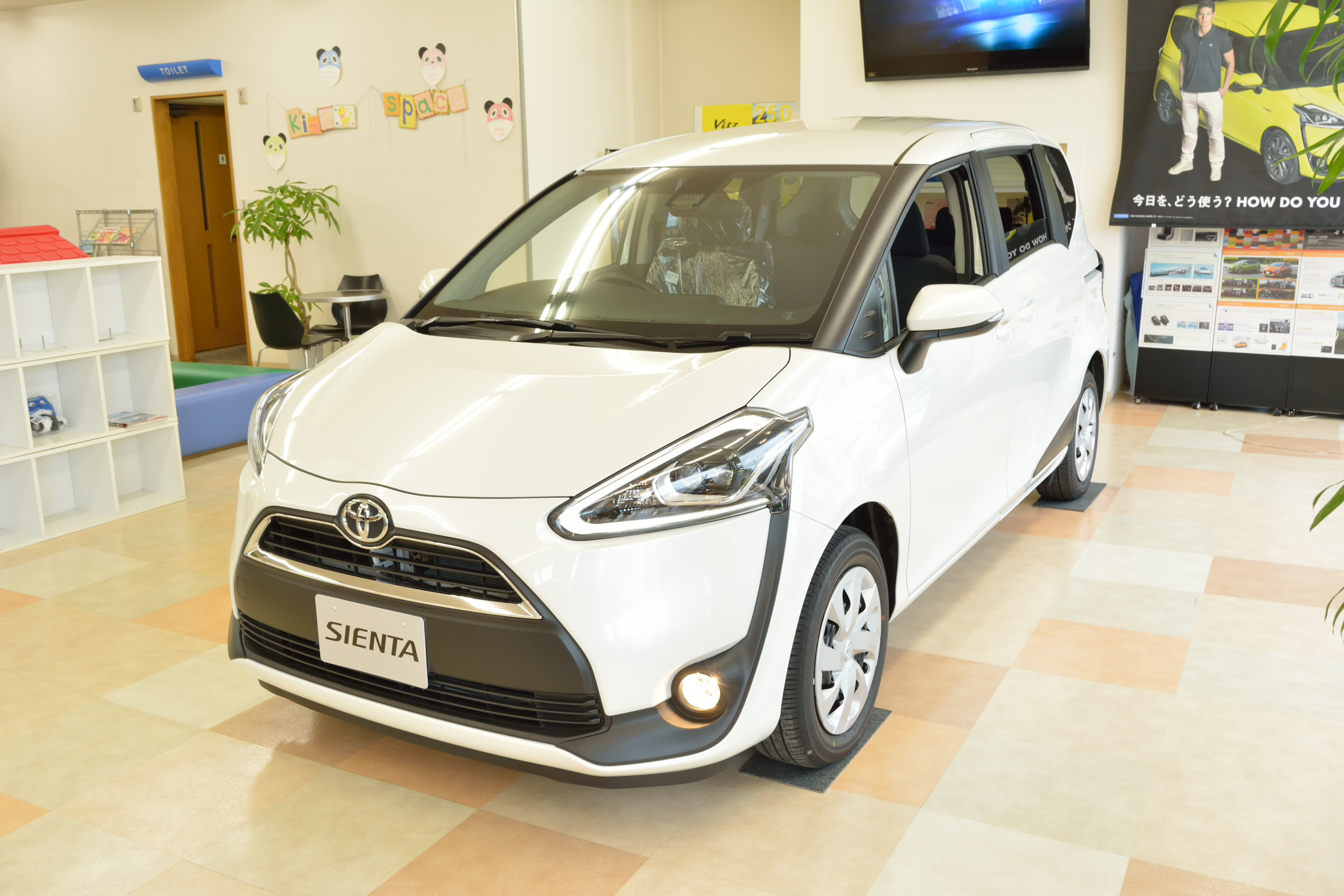
トヨタ・シエンタ
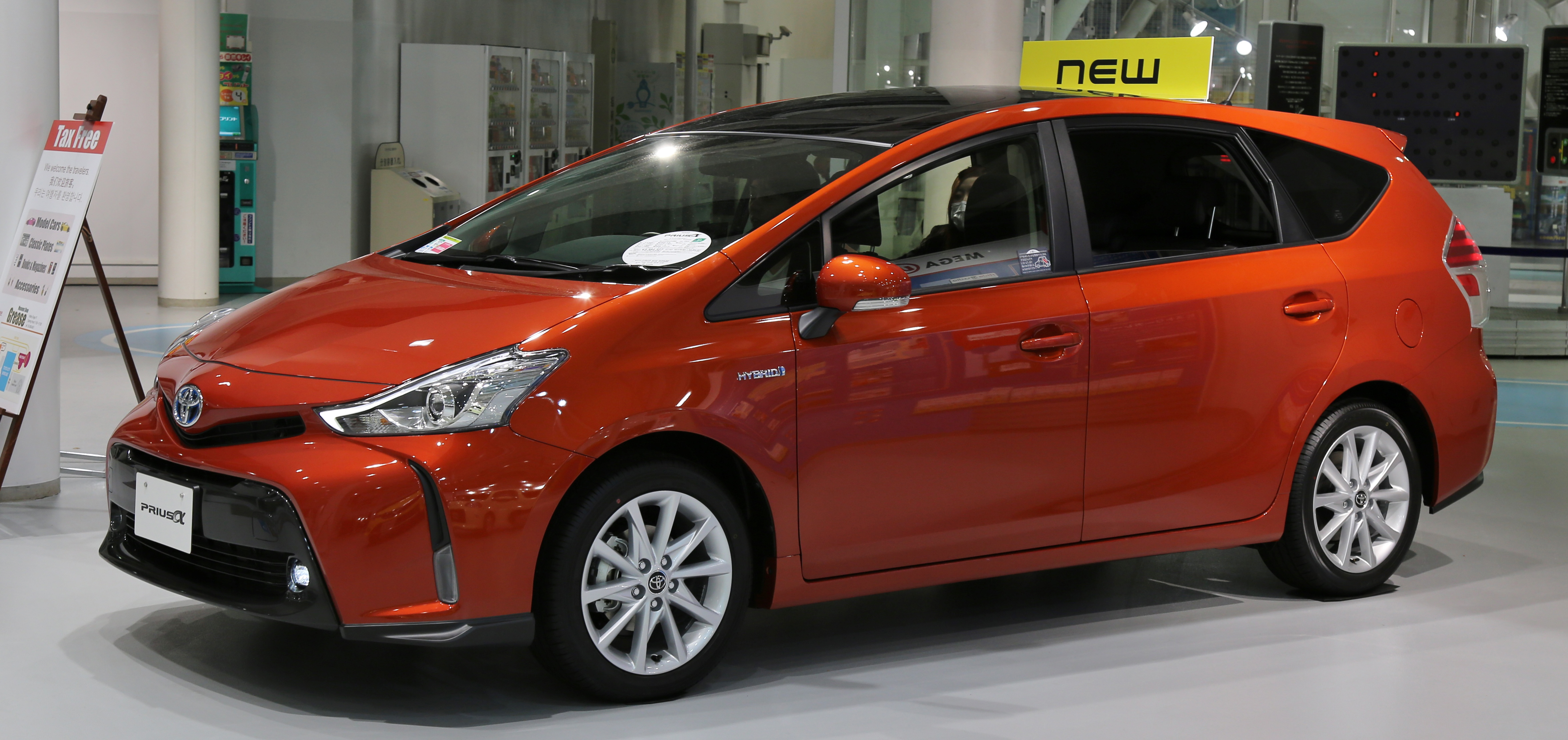
トヨタ・プリウスα （3列シート仕様）
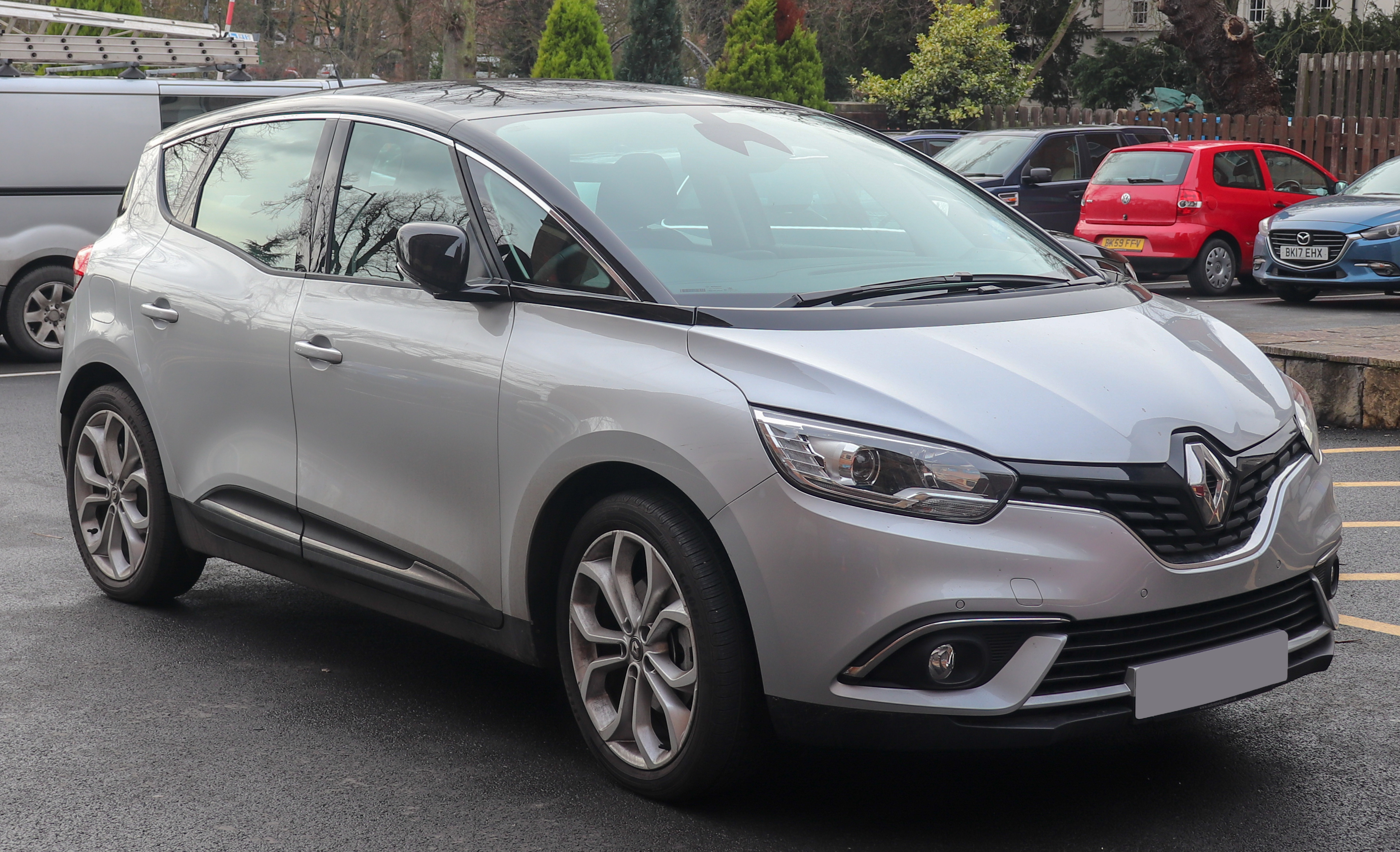
ルノー・セニック

### セミキャブオーバー
背高箱型キャビンがエンジンに被さりボンネットの短い、セミボンネットスタイルのボディーを持つ。駆動方式は横置きエンジンのFFもしくは四輪駆動が主流だが、縦置きエンジンのFRもしくは四輪駆動も一部存在する。エンジン排気量は2,000 - 3,500 cc。ミニバンの中では床面が高いが、視点も高いため前方視界は良好となる。キャビンスペースは広く、3列目まで快適に座れる車種が多い。大型高級ミニバンに多いタイプである。

#### 日本国内の高級ミニバン

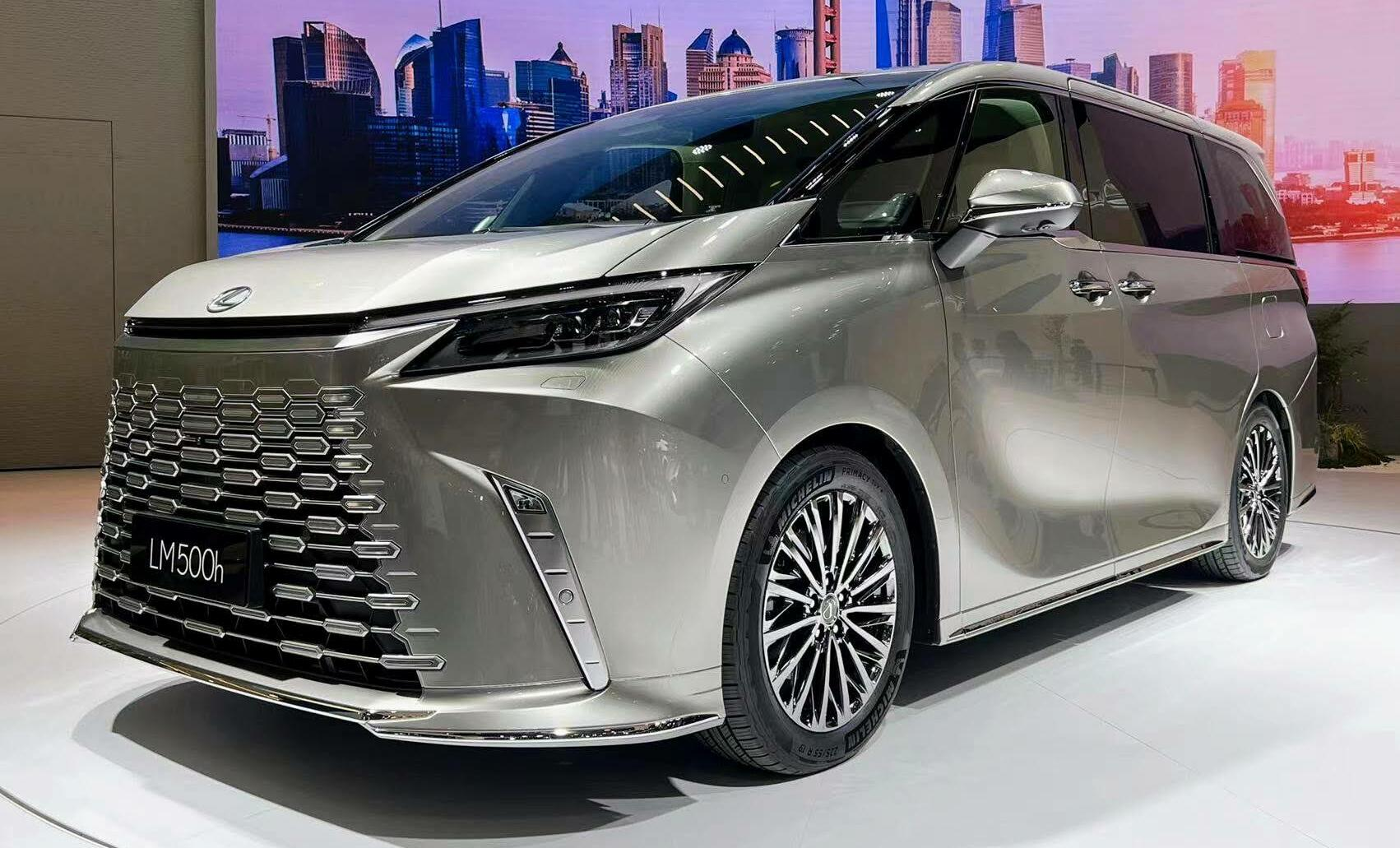
レクサス・LM
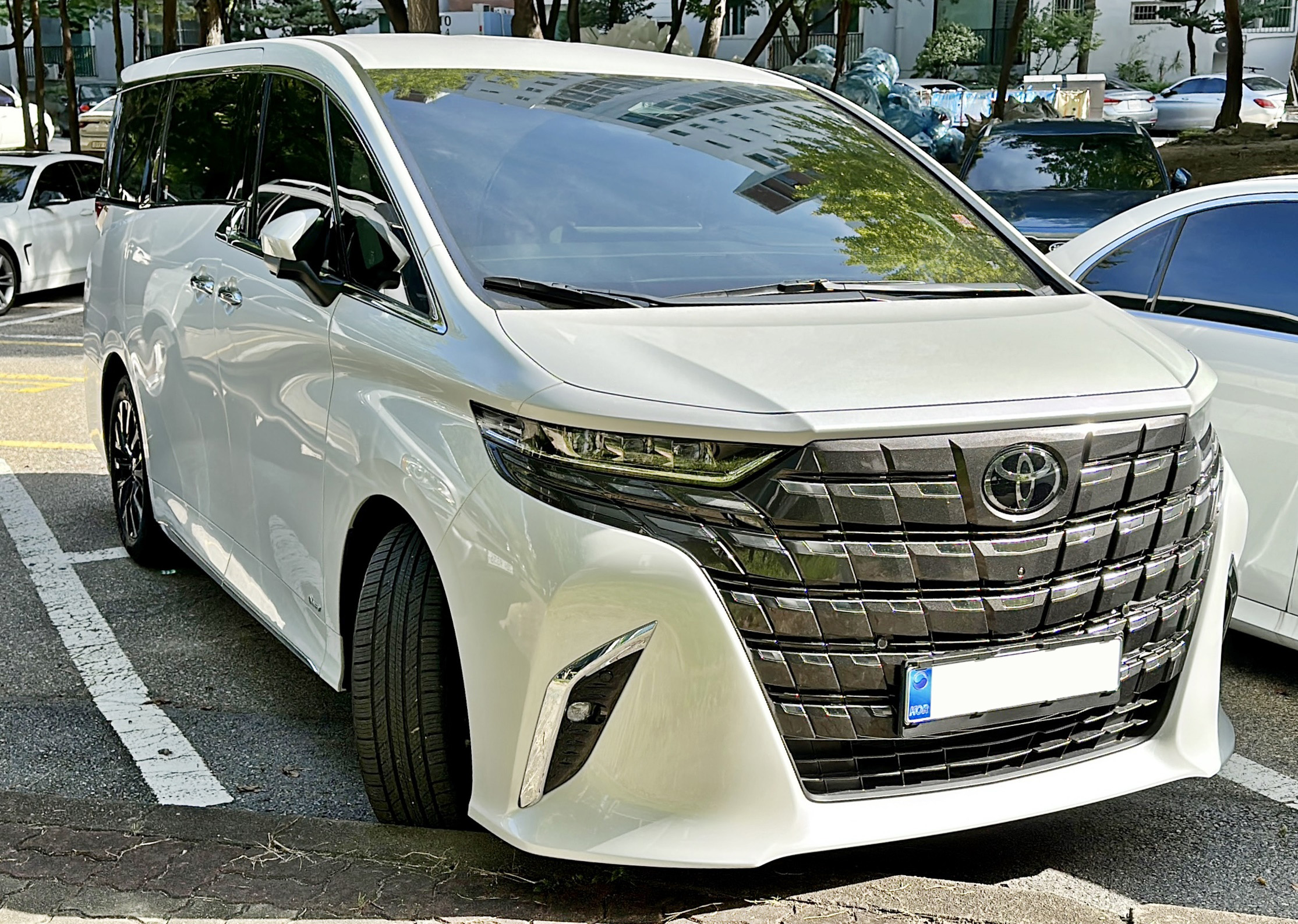
トヨタ・アルファード
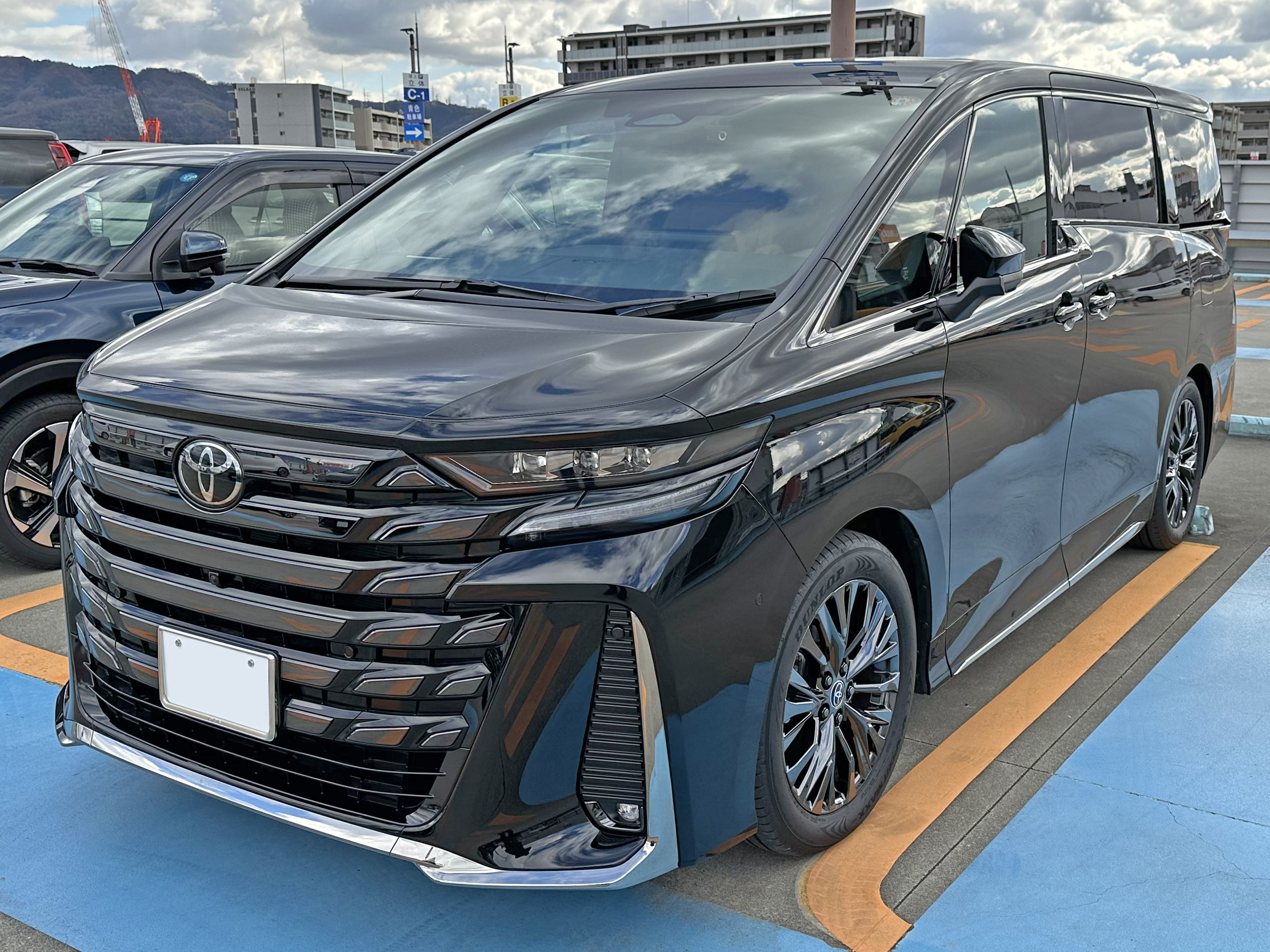
トヨタ・ヴェルファイア
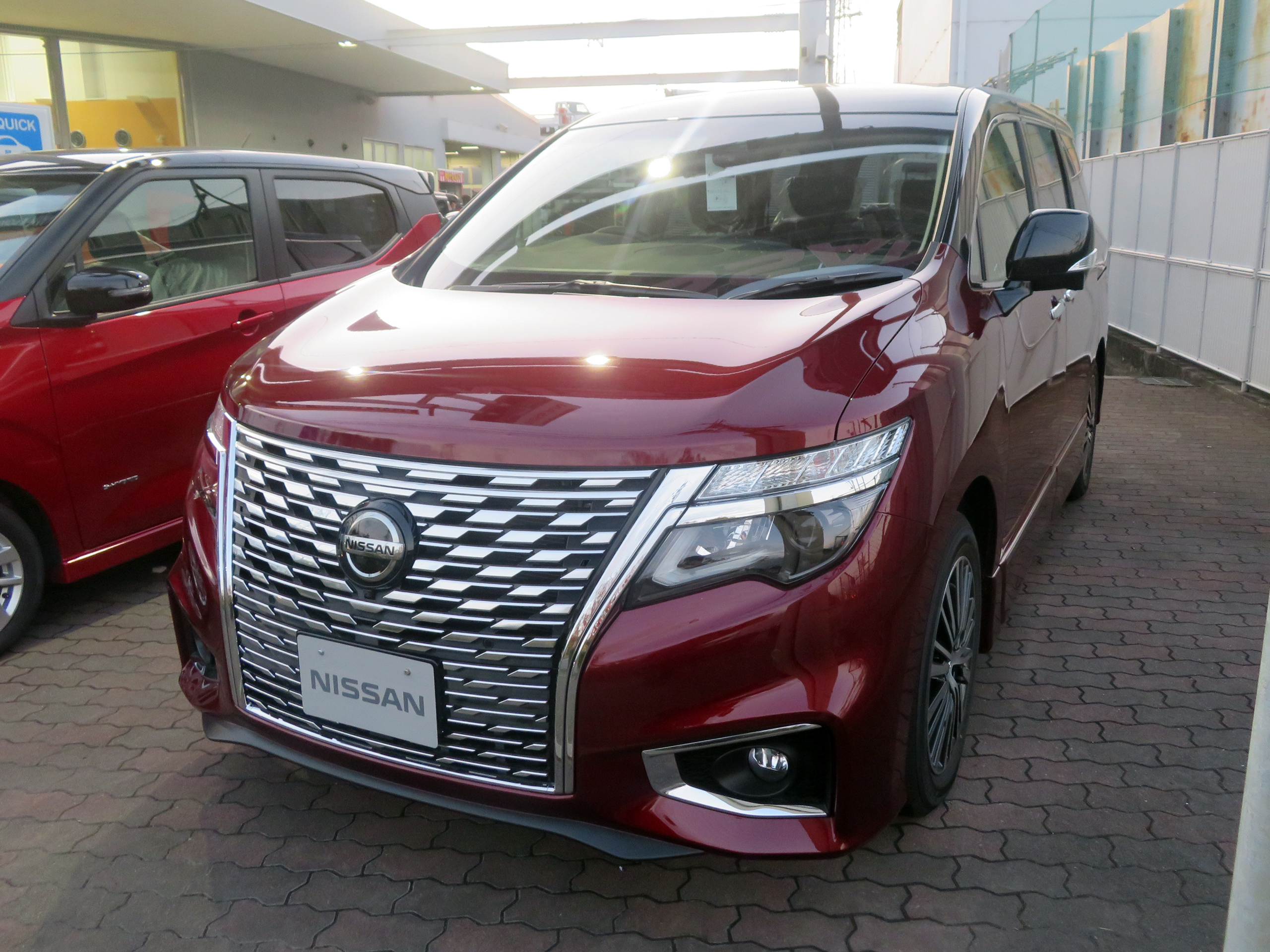
日産・エルグランド
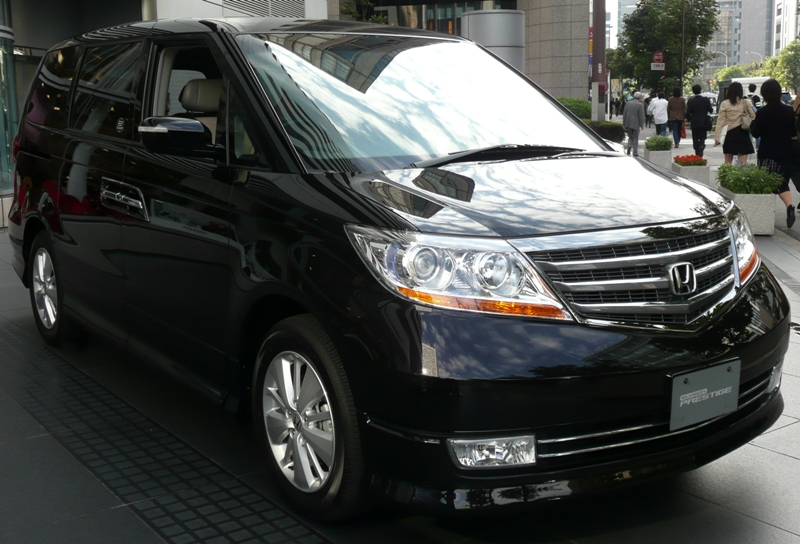
ホンダ・エリシオン

#### 国外の高級ミニバン

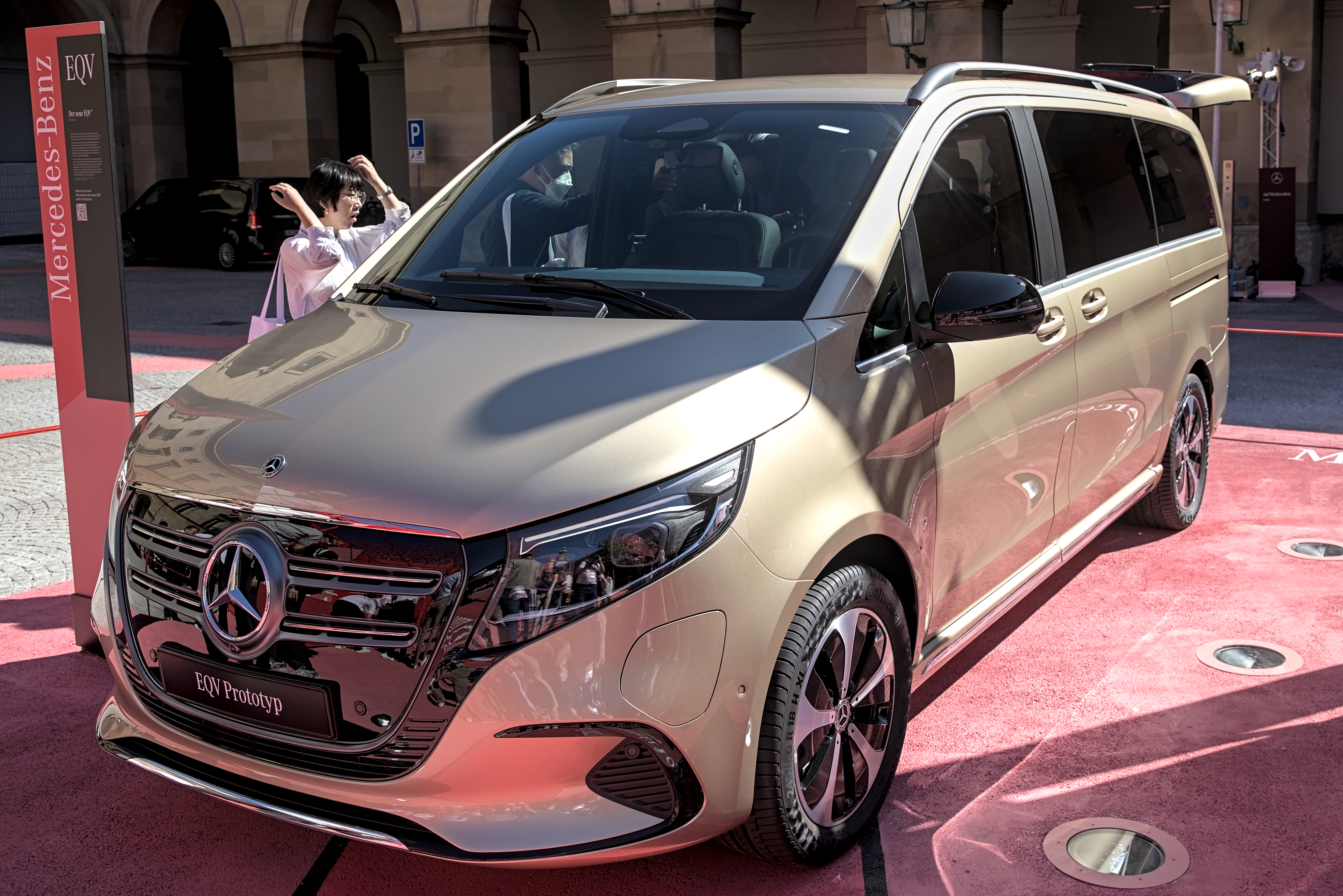
メルセデス・ベンツ・Vクラス
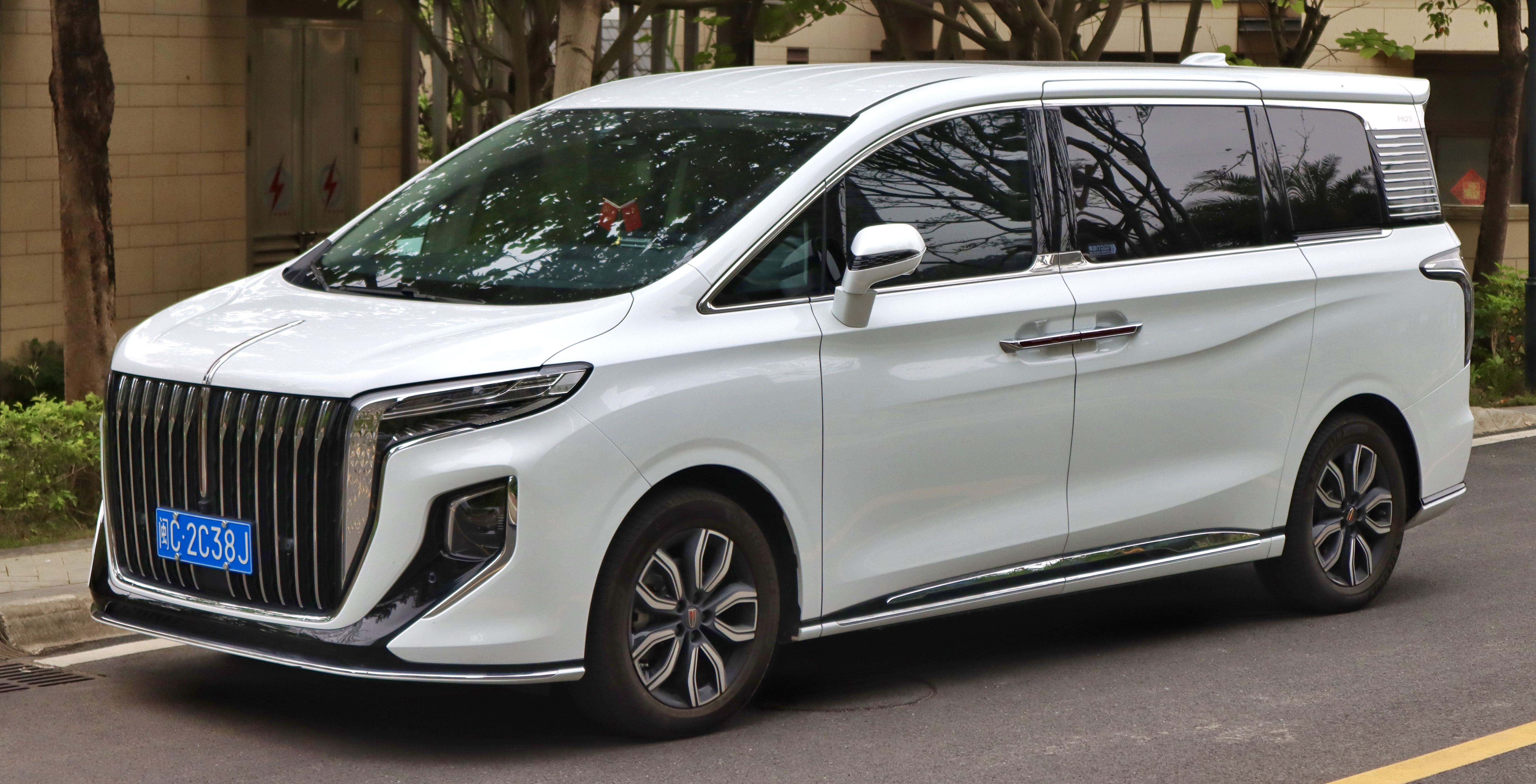
紅旗・HQ9
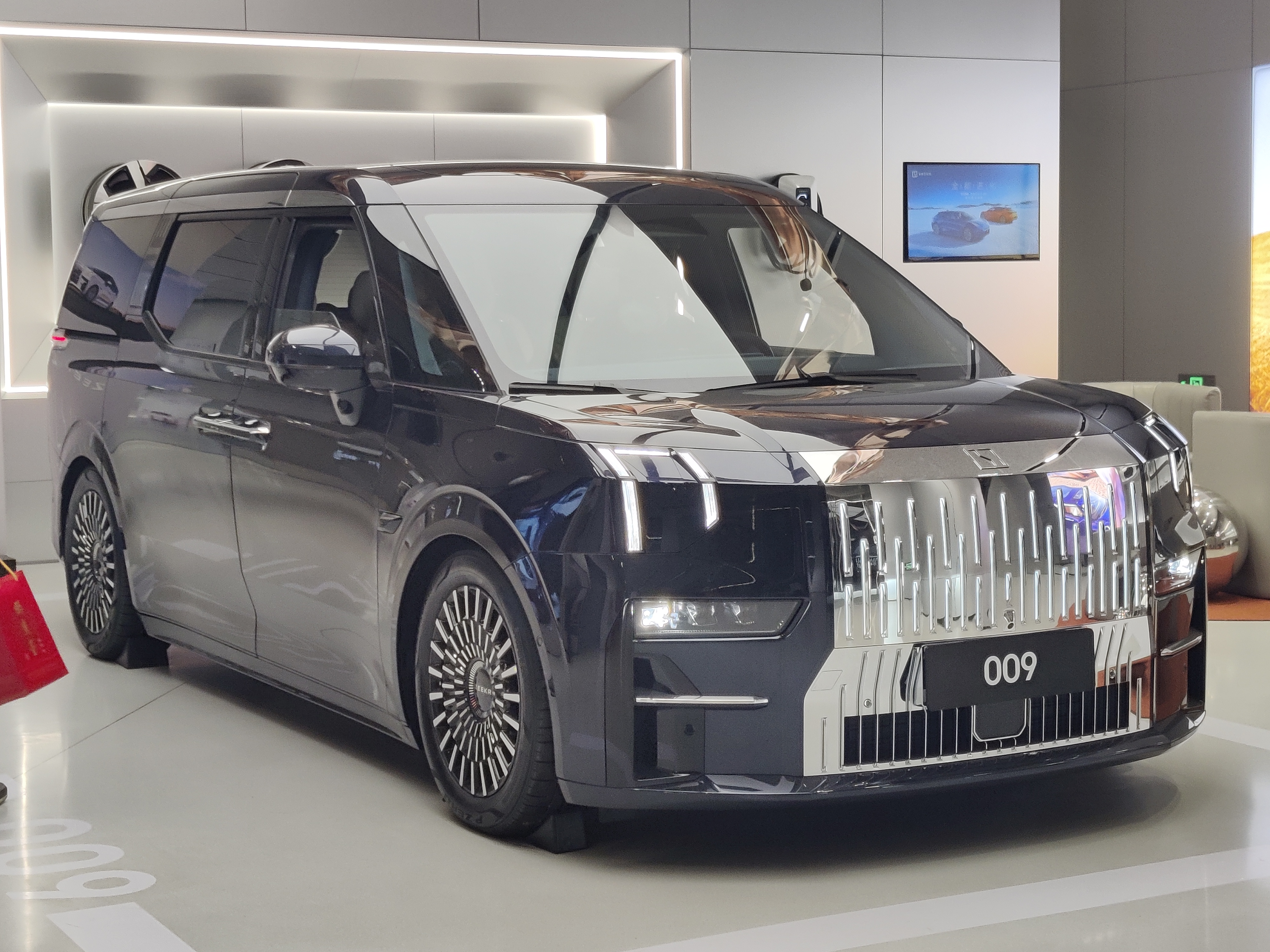
Zeekr・009
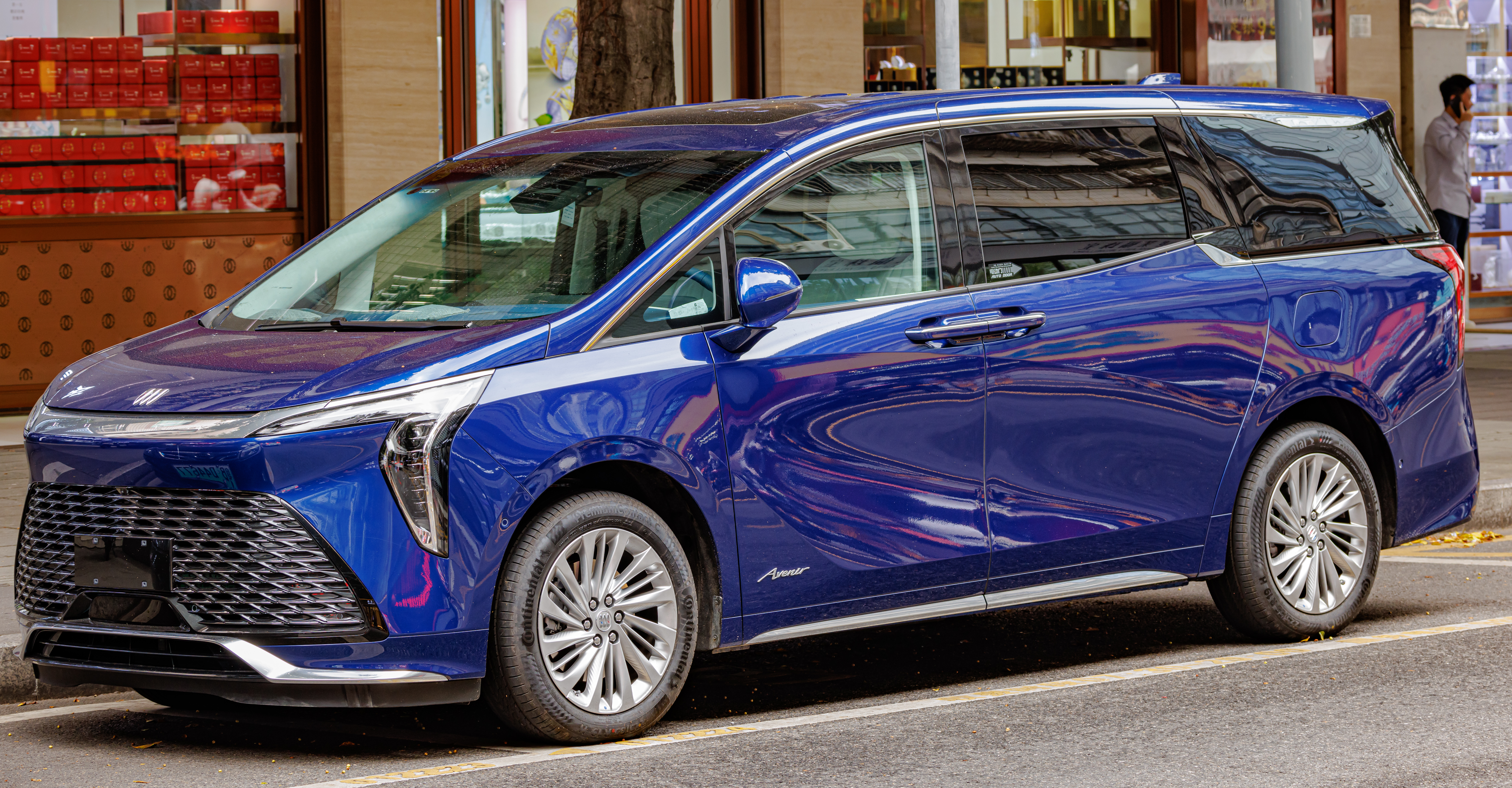
ビュイック・GL8